# 上海派遣軍戦闘序列
上海派遣軍戦闘序列（シャンハイはけんぐんせんとうじょれつ）は、第二次上海事変時の上海派遣軍の戦闘序列。
第二次上海事変での上海派遣軍は、盧溝橋事件が飛び火した上海の在留邦人保護を目的とした軍であり戦闘序列は発令されず、1937年（昭和12年）8月15日に上海派遣軍編組が発令され設けられた軍であった。しかし中国軍との戦闘は激しさを増し、9月11日に戦闘序列発令、指揮するのみでなく、作戦軍として隷下の部隊を統率するものとした。
臨参命第百一号 昭和十二年九月十一日

## 編成
| 編成                                     | 動員管理官       |
| ---------------------------------------- | ---------------- |
| 上海派遣軍司令官 陸軍大将 松井石根       |                  |
| 上海派遣軍司令部（十号軍司令部）         | 参謀総長         |
| 第三師団                                 |                  |
| 第九師団                                 |                  |
| 第十一師団                               |                  |
| 第十三師団                               |                  |
| 第百一師団                               |                  |
| 独立機関銃第一、第二大隊                 | 近衛師団長       |
| 独立機関銃第七大隊                       | 第八師団長       |
| 戦車第五大隊                             | 第十二師団長     |
| 独立軽装甲車第八中隊                     | 第八師団長       |
| 野戦重砲兵第五旅団                       | 留守第三師団長   |
| 野戦重砲兵第十聯隊                       | 第一師団長       |
| 独立野戦重砲兵第十五聯隊                 | 近衛師団長       |
| 独立野戦重砲兵第二大隊                   | 留守第三師団長   |
| 独立野戦重砲兵第三大隊                   | 第十二師団長     |
| 迫撃第一大隊                             | 近衛師団長       |
| 迫撃第四大隊                             | 留守第十師団長   |
| 攻城重砲兵第一聯隊第一大隊（乙）         | 第十二師団長     |
| 独立攻城重砲兵第五大隊（甲）             | 第十二師団長     |
| 独立攻城重砲兵隊                         | 第一師団長       |
| 第五牽引自動車隊（甲）                   | 第四師団長       |
| 攻城砲兵廠ノ一部                         | 第四師団長       |
| 攻城工兵廠ノ一部                         | 第四師団長       |
| 近衛師団第七乃至第十野戦高射砲隊（乙）   | 近衛師団長       |
| 第五師団第三野戦高射砲隊（乙）           | 留守第五師団長   |
| 第十六師団第五乃至第十野戦高射砲隊（乙） | 第十六師団長     |
| 近衛師団第一乃至第四野戦照空隊           | 近衛師団長       |
| 第三師団第七乃至第九野戦照空隊           | 第三師団長       |
| 第三飛行団 編成如付表第一                |                  |
| 独立工兵第一聯隊（第一中隊欠）（戊）     | 近衛師団長       |
| 独立工兵第八聯隊（甲）                   | 第九師団長       |
| 独立工兵第十二聯隊（戊）                 | 留守第十六師団長 |
| 上海派遣軍通信隊 編成如付表第二          |                  |
| 野戦瓦斯第一、第二中隊（甲）             | 近衛師団長       |
| 野戦瓦斯第七小隊                         | 第七師団長       |
| 第三師団架橋材料中隊                     | 留守第三師団長   |
| 第九師団第一、第二架橋材料中隊           | 第九師団長       |
| 第十師団架橋材料中隊                     | 留守第十師団長   |
| 近衛師団渡河材料中隊                     | 近衛師団長       |
| 第一師団渡河材料中隊                     | 第一師団長       |
| 第二野戦化学実験部                       | 第一師団長       |
| 上海派遣軍直属兵站部隊 如別表            |                  |

## 上海派遣軍戦闘序列付表第一
| 第三飛行団編成                 | 動員管理官 |
| ------------------------------ | ---------- |
| 第三飛行団長 陸軍少将 値賀忠次 |            |
| 第三飛行団司令部               |            |
| 独立飛行第四、第六中隊（甲）   |            |
| 独立飛行第十中隊（乙）         |            |

## 上海派遣軍戦闘序列付表第二
| 上海派遣軍通信隊編成                   | 動員管理官       |
| -------------------------------------- | ---------------- |
| 上海派遣軍通信隊本部（一号通信隊本部） | 近衛師団長       |
| 野戦電信第十一中隊                     | 第三師団長       |
| 野戦電信第二十九中隊（駄）             | 第九師団長       |
| 野戦電信第四十四中隊                   | 留守第十六師団長 |
| 無線電信第三十一乃至第三十七小隊       | 近衛師団長       |
| 無線電信第四十小隊（駄）               | 近衛師団長       |
| 無線電信第五十小隊                     | 留守第五師団長   |
| 無線電信第五十一小隊（自）             | 留守第五師団長   |
| 無線電信第五十二小隊                   | 留守第五師団長   |
| 第四固定無線電信隊                     | 近衛師団長       |
| 野戦鳩第十八小隊                       | 第八師団長       |
| 兵站電信第八中隊                       | 留守第六師団長   |
| 兵站電信第十中隊                       | 第八師団長       |

## 上海派遣軍戦闘序列別表
| 上海派遣軍直属兵站部隊                             | 動員管理官       |
| -------------------------------------------------- | ---------------- |
| 第八師団第一、第二兵站司令部                       | 第八師団長       |
| 第十五兵站輜重兵隊本部                             | 第七師団長       |
| 第十八兵站輜重兵隊本部                             | 第八師団長       |
| 第十九兵站輜重兵隊本部                             | 第九師団長       |
| 上海派遣軍兵站自動車隊                             |                  |
| 第七兵站自動車隊本部                               | 第十六師団長     |
| 兵站自動車第四十、第四十一中隊                     | 留守第三師団長   |
| 兵站自動車第八十一乃至第八十四中隊                 | 第十四師団長     |
| 兵站自動車第八十五、第八十六中隊                   | 留守第十六師団長 |
| 上海派遣軍予備馬廠（五号予備馬廠）                 | 第七師団長       |
| 上海派遣軍野戦砲兵廠（五号ノー野戦砲兵廠）         | 第八師団長       |
| 上海派遣軍野戦工兵廠（八号ノー野戦工兵廠）         | 第十六師団長     |
| 上海派遣軍野戦自動軍廠（七号の一野戦自動車廠）     | 第十六師団長     |
| 上海派遣軍野戦衣糧廠（一号ノー野戦衣糧廠）         | 第一師団長       |
| 上海派遊軍野戦衛生材料廠（一号ノー野戦衛生材料廠） | 第一師団長       |
| 上海派遣軍野戦予備病院                             |                  |
| 上海派遣軍野戦予備病院本部（一号野戦予備病院本部） | 第一師団長       |
| 野戦予備病院第六班                                 | 第二師団長       |
| 野戦予備病院第十三班                               | 留守第五師団長   |
| 野戦予備病院第十五班                               | 留守第六師団長   |
| 野戦予備病院第二十五班                             | 第十一師団長     |
| 野戦予備病院第三十一班                             | 留守第十六師団長 |
| 上海派遣軍患者輸送部                               |                  |
| 上海派遣軍患者輸送部本部（五号患者輸送部本部）     | 第七師団長       |
| 患者輸送部第六班                                   | 第二師団長       |
| 患者輸送部第十二班                                 | 留守第五師団長   |
| 患者輸送部第十四班                                 | 留守第六師団長   |
| 患者輸送部第二十四班                               | 第十一師団長     |
| 患者輸送部第三十一班                               | 留守第十六師団長 |
| 上海派遣軍兵站病院（十号兵站病院）                 | 第八師団長       |
| 上海派遣軍第一兵站病馬廠（六号の一兵站病馬廠）     | 第九師団長       |
| 上海派遣軍第二兵站病馬廠（四号兵站病馬廠）         | 第七師団長       |
| 第六師団後備歩兵第一乃至第四大隊                   | 留守第六師団長   |
| 第七師団後備歩兵第五、第六大隊                     | 第七師団長       |
| 第十一師団後備歩兵第一乃至第四大隊                 | 留守第十一師団長 |
| 第六師団後備野砲兵第一、第二中隊                   | 留守第六師団長   |
| 第十一師団後備山砲兵第一中隊                       | 留守第十一師団長 |
| 第二師団後備工兵第一、第二中隊                     | 第二師団長       |
| 第十一師団後備工兵第一、第二中隊                   | 留守第十一師団長 |
| 第十二師団後備工兵第一中隊                         | 第十二師団長     |
| 第十一師団第六乃至第八陸上輸卒隊                   | 第十一師団長     |
| 第十四師団第一乃至第五陸上輸卒隊                   | 留守第十四師団長 |
| 第十六師団第三乃至第五陸上輸卒隊                   | 留守第十六師団長 |
| 第五師団第一水上輸卒隊                             | 留守第五師団長   |
| 第六師団第二水上輸卒隊                             | 留守第六師団長   |
| 第十一師団第二、第三水上輸卒隊                     | 第十一師団長     |
| 第七師団第二建築輸卒隊                             | 第七師団長       |
| 第十四師団第一乃至第三建築輸卒隊                   | 留守第十四師団長 |
| 第五野戦鑿井隊本部                                 | 第九師団長       |
| 野戦鑿井第十六中隊                                 | 第九師団長       |
| 第一野戦建築部                                     | 第一師団長       |
| 第六野戦防疫部（甲）                               | 第十六師団長     |